# Walter Evans Huckvale
Walter Evans Huckvale, kanadski general, * 1900, † 1972.